# Josep Maria Benet Ferran
Josep Maria Benet Ferran   (Lleida, 14 de juny de 1957), més conegut com a Tatxo Benet, és un periodista, col·leccionista d'art i empresari català propietari del 5% del grup audiovisual Mediapro.

## Trajectòria
Benet va començar a estudiar Dret a l'Estudi General de Lleida-UB i Ciències de la Informació a la Universitat Autònoma de Barcelona, mentre compaginava els estudis amb les seves primeres feines com a periodista, però no es va acabar graduant en cap de les dues carreres.
Fill d'un antic corresponsal d'El Correo Catalán a Lleida, als quinze anys ja feia cròniques de partits de Segona Regional. Va començar la seva carrera professional l'any 1975 a El Diario de Lérida com a redactor d'informació local i d'esports. El desembre de 1976 es va traslladar a Barcelona i va participar en el llançament del nou diari de Sebastián Auger Catalunya Express com a col·laborador de la secció d'esports. El juny de 1977 va tornar a Lleida i es va incorporar com a corresponsal al diari El País i, a partir de la seva aparició el novembre de 1978, com a delegat d'El Periódico de Catalunya. El setembre de 1980 es traslladà definitivament a Barcelona per a treballar a la redacció d'El Periódico de Catalunya com a redactor de la secció «Las Cosas de la Vida», de la qual fou nomenat cap la primavera de 1982.
El setembre de 1983 entrà a formar part de l'equip fundacional de Televisió de Catalunya (TVC) a les ordres d'Alfons Quintà, amb el càrrec de cap de la secció de Catalunya del departament d'informatius. Allí coincidí amb Jaume Roures i Gerard Romy. El gener de 1984, amb l'inici de les emissions regulars de TVC, passà a ocupar el càrrec de cap d'assignacions d'informatius. Des de llavors i fins al 1997, Benet feu diverses feines i ocupà diversos càrrecs dins de TVC: conductor i director de l'espai «De Vacances», dins del Telenotícies Migdia i del Telenotícies Vespre, conductor del desaparegut Telenotícies Nit, un informatiu que en aquella època les televisions emetien al voltant de mitjanit, i director i presentador del programa Tothom per tothom.
El juny de 1987 fou nomenat cap del departament d'esport, càrrec que va ocupar fins al setembre de 1996. Durant els gairebé deu anys que va ser cap d'esports, i juntament amb Jaume Roures, TVC va adquirir i emetre en exclusiva per a Catalunya els drets de la Lliga espanyola de futbol masculina, de la Copa del Rei de futbol, de la Lliga de Campions de la UEFA, dels torneigs de tennis de Wimbledon i l'Open dels Estats Units, dels quatre Grand Slam de golf: British Open, US Open, Augusta Masters i USPGA, així com de moltes altres competicions internacionals, amb la qual cosa es va trencar el monopoli que fins llavors havia tingut Televisió Espanyola. En aquells anys es van modernitzar els continguts dels programes d'esports, així com la manera d'emetre'ls. El Canal 33 es va convertir de facto en un canal d'esports, per la qualitat i volum de transmissions i programes esportius que s'hi feien, sobretot els caps de setmana. Durant els Jocs Olímpics d'Estiu de 1992, Benet va ser director i màxim responsable del Canal Olímpic, que emetia els jocs en català durant les 24 hores del dia.
Quan es va crear la Federació d'Organismes de Ràdio i Televisió Autonòmics, que agrupa totes les televisions autonòmiques de l'Estat espanyol, Benet va ser-ne nomenat coordinador i responsable de l'àrea d'esports.
El gener de 1997 es traslladà a Madrid i fou nomenat director general d'Audiovisual Sports, l'empresa que amb la participació de Sogecable (40%), Antonio Asensio (40%) i Televisió de Catalunya (20%) havia d'explotar els drets audiovisuals de la Lliga Espanyola de futbol. L'estiu de 1997, Antonio Asensio vengué la seva participació a Audiovisual Sport a l'empresa Telefònica, que acabava de llançar la plataforma Via Digital. Aquesta operació provocà el bloqueig de la companyia, atès que els dos socis majoritaris, Sogecable i Telefónica, mantenien posicions contradictòries. Davant d'aquesta situació, el setembre de 1997, Benet dimití del seu càrrec i tornà a Barcelona on creà la seva pròpia empresa de producció i distribució de drets de difusió, empresa que l'any 2000 fusionà amb Mediapro, creada per Jaume Roures i Gerard Romy.

Per altra banda, des de l'abril de 1998 fins al juny de 2010, Benet, va ser el màxim accionista de la Unió Esportiva Lleida. Benet es va quedar amb el 51% de les accions presentant-se amb l'aura del salvador que posaria fi als problemes econòmics i garantiria una gestió solvent que posaria el club de nou en el camí de la Primera Divisió, on havia militat cinc anys enrere, però un deute creixent i els pagaments intermitents als futbolistes van portar el club a la desaparició el 2011. El desembre del 2009 va entrar a la companyia aèria Spanair com a membre del consell d'administració.

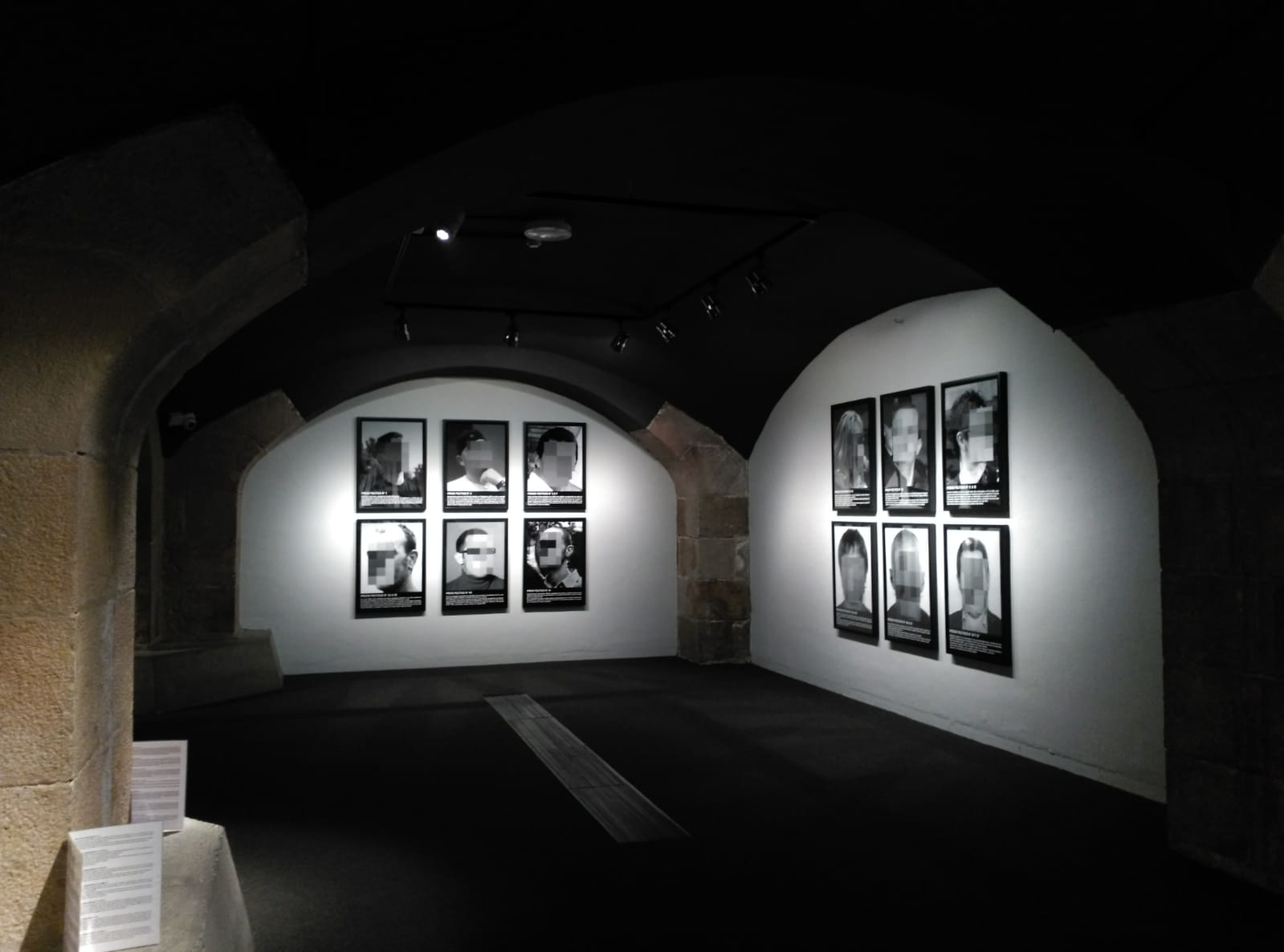
L'obra Presos polítics a l'Espanya contemporània, exposada al CCCB

El febrer de 2018, poc abans que fos retirada de la fira d'art ARCO, Benet adquirí l'obra Presos polítics a l'Espanya contemporània de Santiago Sierra. Indignat pel que considerà un «acte de censura intolerable», posà l'obra a disposició de qui volgués exposar-la, essent el primer lloc el Museu de Lleida, d'on mesos abans havien sortit les obres del Monestir de Sixena. Es va poder veure en més de trenta ciutats de diversos països europeus. Finalment, el febrer de 2019 i després de ser vista per més de 10.000 persones, l'obra s'exposà a Zapadores Ciudad del Arte, dins del programa VIP de Arco. L'obra de Santiago Sierra és la primera de la col·lecció Censored sobre art censurat que compta amb 160 peces.
Durant el 2019, Benet comprà a Montse Úbeda la Llibreria Ona, llibreria consagrada al llibre en català des de feia mig segle. La nova Llibreria Ona de 1.000 metres quadrats obrí les portes el 25 de maig de 2020 al carrer de Pau Claris, durant l'estat d'alarma declarat per la crisi sanitària derivada de la COVID-19, amb una gran recepció del públic. El 2018 va guanyar el Premi Muriel Casals de Comunicació, atorgat per Òmnium Cultural. A finals de 2020 va publicar el seu primer llibre: La travessia més difícil (Viena Edicions) on explica en primera persona com va lluitar i superar la COVID-19. El 2023 s'instal·là a la Casa Garriga Nogués el Museu de l'Art Prohibit sota el mecenatge de Tatxo Benet.